# Геннадий (экзарх Африки, VI век)
Генна́дий (греч. Γεννάδιος; умер около 598—600 годов) — византийский военачальник (магистр армии) и наместник (экзарх) в провинции Африка.

## Биография
О ранних годах жизни Геннадия ничего не известно. Время назначения магистром армии в префектуру Африки произошло во время правления византийского императора Тиберия  II (578—582), поскольку в этом году он упоминается Иоанном Бикларийским в его хронике: «Gennadius magister militum in Africa Mauros vastat, Garmulem, fortissimum regem, qui iam tres duces superius nominatos Romani exercitus interfecerat, bello superat et ipsum regem gladio interfecit.»
Он упоминается в двух надписях, входящих в состав Corpus Inscriptionum Latinarum: в первой он характеризуется как патриций и как магистр армии при Тиберии, во второй — как патриций и почётный консул при императоре Маврикии.

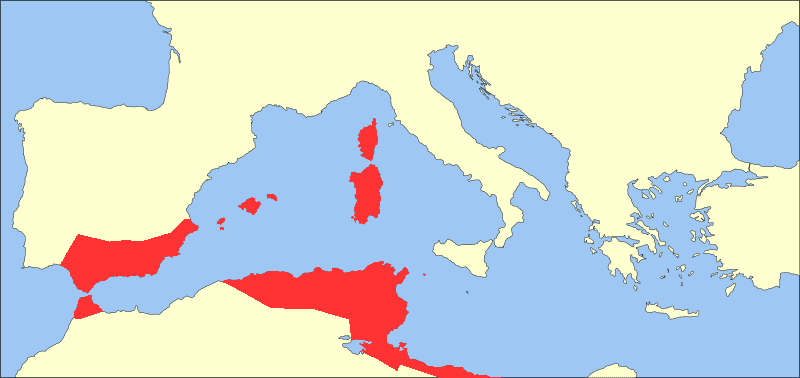
Африканский экзархат при Геннадии

Также при Маврикии он первым получил титул экзарха (ориентировочно, между 585 и 592 годами), что обозначало наместника императора сперва в Италии, а затем — в Африке. От времени Маврикия сохранилось свидетельство летописца под 587 годом и краткое сообщение Феофилакта Симокатты о событиях 596 года. Летописная заметка ограничивается упоминанием общего характера о больших тревогах, которые в тот год причиняли мавры в Африке и лангобарды в Италии, а Феофилакт упоминает о блестящих успехах магистра армии в Африке Геннадия в 596 году: «Несметные полчища мавров подступили к самому Карфагену и повергли в ужас население. Не располагая достаточными силами для открытой борьбы с насильниками, Геннадий вступил в переговоры и согласился на все их требования. Когда же они стали праздновать пиром свой успех, он вероломно напал на них, произвел страшное избиение, отнял награбленную ими добычу и рассеял тех, кто уцелел от побоища.» Этими двумя заметками исчерпывается то, что дают византийские источники за время Маврикия о жизни западных областей империи.
В качестве экзарха Геннадий вёл обширную переписку с папой Григорием I касательно дел в Карфагенской епархии, в частности — относительно донатистского раскола. Геннадий оставался во главе управления Африки, по-видимому, до самой смерти, последовавшей не раньше 598 и не позднее 600 года. Его сменил на этом посту Ираклий, земляк Маврикия, отличившийся в персидской войне.

## Комментарии
1. ↑  Геннадий, магистр армии в Африке уничтожает мавров, побеждает в войне Гармула, сильнейшего царя, который к тому времени убил трёх военачальников  римского войска, назначенных ранее, и поражает мечом самого́ царя.